# 692
692 (DCXCII) fue un año bisiesto comenzado en lunes del calendario juliano, en vigor en aquella fecha.

## Acontecimientos
- Armenia es ocupada por los árabes.
- El noble visigodo Suniefredo se rebela contra el rey visigodo Égica de España.

## Fallecimientos
- B'alaj Chan K'awiil, rey maya de Dos Pilas.
- Abd Allah ibn al-Zubayr, religioso musulmán.
- Asma bint Abu Bakr, concubina de Mahoma.